# Девід Возерспун
Девід Возерспун (англ. David Wotherspoon, нар. 16 січня 1990, Перт) — шотландський і канадський футболіст, півзахисник клубу «Сент-Джонстон» і національної збірної Канади.

## Клубна кар'єра
Народився 16 січня 1990 року в Перті. Вихованець юнацьких команд футбольних клубів «Сент-Джонстон», «Селтік» та «Гіберніан».
У дорослому футболі дебютував 2009 року виступами за головну команду останнього, в якій провів чотири сезони, взявши участь у 133 матчах чемпіонату. Більшість часу, проведеного у складі «Гіберніана», був основним гравцем команди.
2013 року повернувся до рідного міста, уклавши контракт із «Сент-Джонстоном». Станом на 20 листопада 2022 року відіграв за команду з Перта 279 матчів в національному чемпіонаті. У її складі — дворазовий володар Кубка Шотландії і володар Кубка шотландської ліги. 

## Виступи за збірні
2007 року дебютував у складі юнацької збірної Шотландії (U-18), загалом на юнацькому рівні взяв участь у 8 іграх.
Протягом 2009–2012 років залучався до складу молодіжної збірної Шотландії. На молодіжному рівні зіграв у 16 офіційних матчах, забив 2 голи.
На рівні національних команд мав право виступів за збірну Канади, країни, де народилася його мати. Дебютував в офіційних іграх за цю команду 2018 року.
2022 року був включений до заявки канадців на тогорічний чемпіонат світу в Катарі.
| Дата       | Місто               | Господарі         | Результат | Гості              | Турнір                                   | Голи | Примітки |
| ---------- | ------------------- | ----------------- | --------- | ------------------ | ---------------------------------------- | ---- | -------- |
| 24-3-2018  | Мурсія              | Канада            | 1 – 0     | Нова Зеландія      | товариський матч                         | -    |          |
| 11-9-2019  | Джорджтаун          | Куба              | 0 – 1     | Канада             | Ліга націй КОНКАКАФ 2019-2020 - 1-й етап | -    | 52'      |
| 25-3-2021  | Орландо             | Канада            | 5 – 1     | Бермудські Острови | Відбір до ЧС 2022                        | -    | 82'      |
| 29-3-2021  | Брейдентон          | Кайманові Острови | 0 – 11    | Канада             | Відбір до ЧС 2022                        | 1    | 67'      |
| 5-6-2021   | Брейдентон          | Аруба             | 0 – 7     | Канада             | Відбір до ЧС 2022                        | -    | 66'      |
| 8-6-2021   | Бриджв'ю (Іллінойс) | Канада            | 4 – 0     | Суринам            | Відбір до ЧС 2022                        | -    | 81'      |
| 15-6-2021  | Бриджв'ю (Іллінойс) | Канада            | 3 – 0     | Гаїті              | Відбір до ЧС 2022                        | -    | 65'      |
| 8-9-2021   | Торонто             | Канада            | 3 – 0     | Сальвадор          | Відбір до ЧС 2022                        | -    | 79'      |
| 10-10-2021 | Кінгстон (Ямайка)   | Ямайка            | 0 – 0     | Канада             | Відбір до ЧС 2022                        | -    | 70'      |
| 13-10-2021 | Торонто             | Канада            | 4 – 1     | Панама             | Відбір до ЧС 2022                        | -    | 65'      |
| Усього     |                     | Матчів            | 10        |                    | Голів                                    | 1    |          |

## Титули і досягнення
- Володар Кубка Шотландії (2):

«Сент-Джонстон»: 2013-2014, 2020-2021
- Володар Кубка шотландської ліги (1):

«Сент-Джонстон»: 2020-2021